# Hidroxid de bariu
Hidroxidul de bariu este o bază alcătuită din două grupări hidroxil și un atom de bariu. Formula sa chimică este Ba(OH)2. 
1. ↑  „Hidroxid de bariu”, BARIUM HYDROXIDE (în engleză), PubChem, accesat în 18 noiembrie 2016
2. 1 2  Barium Hydroxide (în engleză)